# Logaeus gymnostethus
Logaeus gymnostethus är en skalbaggsart som beskrevs av Heller 1940. Logaeus gymnostethus ingår i släktet Logaeus och familjen långhorningar. Inga underarter finns listade i Catalogue of Life.